# Lygodium lanceolatum
Lygodium lanceolatum là một loài dương xỉ trong họ Lygodiaceae. Loài này được Desv. mô tả khoa học đầu tiên năm 1811.